# Abstracta
Abstracta: Curiosità della cultura e cultura delle curiosità è stata una rivista di divulgazione culturale che trattava svariati temi, quali esoterismo, spiritualità, filosofia, storia, simbolismo . La rivista, ideata e diretta inizialmente da Maria Pia Fiorentino, trattava tali argomenti in modo spesso anticonvenzionale, libero dai rigidi steccati accademici, e a volte con ricercata spettacolarità..
Alla rivista collaborarono intellettuali ed accademici come Paolo Aldo Rossi, Elémire Zolla, Mario Bussagli, Marco Bussagli, Franco Cardini, Grazia Marchianò, Ferruccio Bertini, Cecilia Gatto Trocchi, Umberto Albini, Alfredo Cattabiani, Ioan Petru Culianu, Graziella Federici Vescovini, Giorgio Galli, Paolo Lucarelli, Giuseppe Sermonti, Giuseppe Del Re, Emilio Servadio, Edoardo Sanguineti, Riccardo Di Segni ed Gian Carlo Benelli.

## Storia della rivista

### Nascita della rivista
Il progetto di Abstracta nasce all'inizio del 1985, a seguito dell'incontro tra Roberto Scaramuzza, titolare della Stile Regina Editrice,  azienda specializzata nella produzione di editoria per l'industria, e Andrea De Pascalis, suo amico di infanzia, anch'egli impegnato in campo editoriale e cultore dello studio del pensiero magico ed esoterico. Il desiderio della Stile Regina era realizzare un prodotto di nicchia ma di qualità.
De Pascalis propose di realizzare una rivista impegnata nella divulgazione di tematiche legate al pensiero magico-esoterico, alla storia delle religioni, all'antropologia culturale, all'arte figurativa, alla letteratura fantastica, alle scienze “eretiche” e a tutto quanto poteva inquadrarsi come "cultura dimenticata".
Ritenendo superato il modello del bimestrale francese Planète (1961-1968), ispirato dal realismo fantastico di Louis Pauwels e Jacques Bergier, legato allo spirito sessantottino de “la fantasia al potere”, si trattava di essere alternativi alla dimensione new-age nell'ambito della quale questi argomenti erano trattati al momento. Si desiderava tener conto di quanto andavano mostrando le ricerche accademiche che, sempre più numerose, si stavano aprendo allo studio di ambiti culturali fino allora tabù.
Punti di riferimento erano i lavori di “pionieri” come Frances Yates per l'ermetismo rinascimentale, di Mircea Eliade per lo sciamanesimo e lo  yoga, di Gershom Scholem per la qabbalà, di Jacques van Lennep sui rapporti tra arte e alchimia: le cui conclusioni restavano però poco o affatto diffuse presso il grande pubblico.
Il progetto aveva un punto di incognita nella difficoltà di conciliare divulgazione e accuratezza scientifica: pochi i divulgatori specializzati, altrettanto esigui gli accademici disposti a dimenticare la forma della relazione convegnistica per cimentarsi con la necessità di sintesi e di semplicità propri al linguaggio di un articolo. Superare questo limite e reclutare un piccolo gruppo di collaboratori nell'uno e nell'altro campo non fu facile, tanto più che la rivista ancora non c'era e la casa editrice era sconosciuta. Un aiuto venne da Mario Bussagli, dell'Università di Roma, convinto sostenitore del progetto, che si fece garante presso alcuni suoi colleghi. Seguirono le adesioni del medievalista Raniero Orioli, dell'astrofisico di Monte Mario Vincenzo Croce, di Alfonso Maria Di Nola. Contemporaneamente si lavorò al progetto grafico e alla strutturazione di una piccola redazione. Inizialmente puntando ad una grafica molto elaborata, che si rifaceva agli stili di Aldo Manuzio e di altri editori rinascimentali. Artefice di quella grafica fu l'artista salentino Nino Cappello, con l'aiuto del giovane conterraneo Emilio Tomaselli. Il modello, proprio seguendo lo stile delle cinquecentine, lasciava spazio per note a margini redazionali, a carattere esplicativo, che accompagnavano nella lettura i lettori meno esperti. Le illustrazioni erano costituite per lo più da opere d'arte, antiche xilografie e disegni realizzati appositamente.
Il primo direttore responsabile fu individuato in Maria Pia Fiorentino. Venne poi il momento di scegliere un nome per la rivista. Nel primo progetto di De Pascalis il nome doveva essere Hyeronimus B., con allusione al pittore fiammingo Hyeronimus Bosch, il cui mondo figurativo simbolico, si prestava bene ad essere cifra del campo di interesse della pubblicazione. Logo della testata doveva essere la firma stessa di Bosch. L'editore, però, ritenendo troppo criptici quel nome e quel logo impose alla fine il nome Abstracta, nel senso di “cose astratte”, o “astrazioni”, nel richiamo alla impalpabilità di determinati argomenti a fronte della cultura positivista del XX secolo.
Il lavoro di preparazione andò avanti per tutto il 1985. A Natale di quell'anno fu messo in edicola il primo numero della rivista, con data di copertina gennaio 1986, numero che già registrava l'adesione di Paolo Aldo Rossi, dell'Università di Genova, che allargò la rosa dei collaboratori con nomi di prestigio, come Elémire Zolla, Franco Cardini, Grazia Marchianò, Ferruccio Bertini, Cecilia Gatto Trocchi, andando a costituire il comitato scientifico di cui lo stesso  Rossi divenne direttore.

### I primi numeri
Aderirono nel frattempo il grecista Umberto Albini, lo storico della Chiesa A. Agnoletto, lo scrittore  Alfredo Cattabiani, l'antropologo delle religioni Ioan Petru Culianu, la storica della filosofia Graziella Federici Vescovini, il politologo Giorgio Galli, l'alchimista Paolo Lucarelli, il genetista Giuseppe Sermonti, il fisico-chimico Giuseppe Del Re, lo psicologo Emilio Servadio, l'italianista Edoardo Sanguineti, l'ebraista Riccardo Di Segni ed altri tra i quali Gian Carlo Benelli, autore di studi sullo Gnosticismo tardo antico, che si occupò dell'opera di Bachelard e dell'analisi delle leggende melusiniane.
Nelle prime uscite Abstracta conquistò la prevista nicchia di lettori, ma si dovette confrontare con la ritrosia delle agenzie pubblicitarie ad impegnarsi su una pubblicazione che era appunto di nicchia e per di più trattava argomenti tanto particolari e allora considerati di “pessima fama” come la magia, la stregoneria, l'esoterismo.
Questo pregiudizio alla fine sarebbe risultato decisivo.
Tuttora Abstracta è una rivista molto ricercata dai collezionisti.

### 1990: La chiusura
La rivista cessò le sue pubblicazioni nel 1990 e l'ultimo numero uscito fu il 54.

## 1998: ProgettoAiresis
In occasione del Convegno sulle sibille tenutosi a Montemonaco sui Monti Sibillini nel 1998, da un'idea di Massimo Marra e Paolo Aldo Rossi, nacque il progetto Airesis (in greco αἵρεσις, haìresis legato concettualmente alla dùnaton-possibilità), che aveva l'intento di radunare attorno a questo nome il maggior numero possibile di intellettuali ed ex collaboratori del precedente Abstracta: Curiosità della cultura e cultura delle curiosità, assieme a chi si sentisse vicino a tale sensibilità.